# 蒂奧內斯塔 (加利福尼亞州)
蒂奧內斯塔（英語：Tionesta）是位於美國加利福尼亞州莫多克縣的一個非建制地區。該地的面積和人口皆未知。

## 地理
蒂奧內斯塔的座標為41°38′46″N 120°19′41″W / 41.64611°N 120.32806°W，而該地的平均海拔高度為1304米（即4278英尺）。